# 絲島市
絲島市（日语：／ Itoshima shi */?）是一座位於福岡縣西部、於2010年1月1日由前原市、志摩町、二丈町合併而成的城市。絲島位於絲島半島的中央及西部地區，東部與福岡市相鄰，北部及西部面對玄界灘，南部則以脊振山地與佐賀縣為界。由於筑肥線通過境內且與福岡市連結，近年來有成為福岡市之衛星都市的趨勢。

## 歷史
在糸島地區，早在繩文時代就已經發現了許多繩文人的遺跡，並且在新町支石墓群中發現了繩文人的骨骸等遺物。
在彌生時代，被認為存在著一個名為伊都國的國家，支配著整個糸島半島，並與統治著包括現在福岡市在內的福岡平原全域的奴國接壤。在日本古代史上，包括福岡縣在內的北部九州地區是一個重要的地點，日本許多先進的技術等都誕生於此地。
包含糸島這個突入從黑潮分支出的對馬海流的半島在內，福岡地區自古以來就與沖繩（琉球）地區有著頻繁的交流。事實上，在福岡西南部的佐賀縣產黑曜石，已經在沖繩本島的遺跡中被發現出土。據認為，兩地之間也有著強烈的文化交流，沖繩的海洋信仰「ニライカナイ」以及象徵福岡、糸島地區的「綿津見信仰（ワダツミ信仰）」和「宗像信仰」被認為有著共同的起源。
隨著絲島市的成立，志摩町、二丈町所屬的絲島郡（前原市在市制施行以前也所屬於絲島郡）已被廢除，但作為新市名，「絲島」這個名字仍將得以保留。人口處在增加狀態的絲島地區同樣有要求合併的地區，但作為地域中心的前原和周邊的志摩、二丈之間因有擔憂合併會導致一極集中及周邊地區的進一步衰退的不安，合併進程并不順利。2002年時，根據当時的合併特例法設立的協議會，目標以2006年元日作為合併日期推進合併的準備，但因為上述的理由而中止。不過之後住民的意識發生了改變，在3市町進行的住民投票，對於合併表示賛成的意見均大幅超過了反對的意見。 2008年，縣與3市町的議會進行了合併承認手續。

### 年表
- 1889年4月1日：實施町村制，現在的轄區在當時分屬：[8]
  - 怡土郡：加布里村、長絲村、雷山村、怡土村、一貴山村、深江村、福吉村
  - 志摩郡：前原村、波多江村、可也村、野北村、櫻井村、小富士村、芥屋村。
- 1896年2月26日：志摩郡與怡土郡合併為絲島郡。
- 1901年9月15日：前原村改制為前原町。
- 1931年4月1日：前原町和波多江村、加布里村合併為新設置的前原町。
- 1951年4月1日：櫻井村和野北村合併為櫻野村。
- 1955年1月1日：
  - 前原町和雷山村、長糸村合併為新設置的前原町。
  - 一貴山村、深江村、福吉村合併為二丈村。
  - 可也村、櫻野村、小富士村、芥屋村合併為志摩村。
- 1955年4月1日：怡土村被併入前原町。
- 1965年4月1日：二丈村改制為二丈町。
- 1965年4月1日：志摩村改制為志摩町。
- 1992年10月1日：前原町改制為前原市。
- 2002年：前原市、志摩町和二丈町共同設置合併協議會，計畫於2006年1月1日合併為新成立的「絲島市」，但最後未能達城合併協議。
- 2010年1月1日：經重新協議後，合併為新成立的絲島市。

### 變遷表
| 1889年以前 | 1889年4月1日   | 1896年2月26日  | 1896年 - 1926年      | 1926年 - 1944年     | 1945年 - 1954年     | 1955年 - 1964年         | 1965年 - 1989年     | 1989年 - 現在        | 1989年 - 現在       | 現在                |
| ---------- | -------------- | -------------- | -------------------- | ------------------- | ------------------- | ----------------------- | ------------------- | -------------------- | ------------------- | ------------------- |
|            | 怡土郡福吉村   | 絲島郡福吉村   | 絲島郡福吉村         | 絲島郡福吉村        | 絲島郡福吉村        | 1955年1月1日 二丈村     | 1965年4月1日 二丈町 | 1965年4月1日 二丈町  | 2010年1月1日 絲島市 | 2010年1月1日 絲島市 |
|            | 怡土郡深江村   | 絲島郡深江村   | 絲島郡深江村         | 絲島郡深江村        | 絲島郡深江村        | 1955年1月1日 二丈村     | 1965年4月1日 二丈町 | 1965年4月1日 二丈町  | 2010年1月1日 絲島市 | 2010年1月1日 絲島市 |
|            | 怡土郡一貴山村 | 絲島郡一貴山村 | 絲島郡一貴山村       | 絲島郡一貴山村      | 絲島郡一貴山村      | 1955年1月1日 二丈村     | 1965年4月1日 二丈町 | 1965年4月1日 二丈町  | 2010年1月1日 絲島市 | 2010年1月1日 絲島市 |
|            | 怡土郡怡土村   | 絲島郡怡土村   | 絲島郡怡土村         | 絲島郡怡土村        | 絲島郡怡土村        | 1955年4月1日 併入前原町 | 前原町              | 1992年10月1日 前原市 | 2010年1月1日 絲島市 | 2010年1月1日 絲島市 |
|            | 怡土郡長糸村   | 絲島郡長糸村   | 絲島郡長糸村         | 絲島郡長糸村        | 絲島郡長糸村        | 1955年1月1日 前原町     | 前原町              | 1992年10月1日 前原市 | 2010年1月1日 絲島市 | 2010年1月1日 絲島市 |
|            | 怡土郡雷山村   | 絲島郡雷山村   | 絲島郡雷山村         | 絲島郡雷山村        | 絲島郡雷山村        | 1955年1月1日 前原町     | 前原町              | 1992年10月1日 前原市 | 2010年1月1日 絲島市 | 2010年1月1日 絲島市 |
|            | 怡土郡加布里村 | 絲島郡加布里村 | 絲島郡加布里村       | 1931年4月1日 前原町 | 1931年4月1日 前原町 | 1955年1月1日 前原町     | 前原町              | 1992年10月1日 前原市 | 2010年1月1日 絲島市 | 2010年1月1日 絲島市 |
|            | 志摩郡前原村   | 絲島郡前原村   | 1901年9月15日 前原町 | 1931年4月1日 前原町 | 1931年4月1日 前原町 | 1955年1月1日 前原町     | 前原町              | 1992年10月1日 前原市 | 2010年1月1日 絲島市 | 2010年1月1日 絲島市 |
|            | 志摩郡波多江村 | 絲島郡波多江村 | 絲島郡波多江村       | 1931年4月1日 前原町 | 1931年4月1日 前原町 | 1955年1月1日 前原町     | 前原町              | 1992年10月1日 前原市 | 2010年1月1日 絲島市 | 2010年1月1日 絲島市 |
|            | 志摩郡可也村   | 絲島郡可也村   | 絲島郡可也村         | 絲島郡可也村        | 絲島郡可也村        | 1955年1月1日 志摩村     | 1965年4月1日 志摩町 | 1965年4月1日 志摩町  | 2010年1月1日 絲島市 | 2010年1月1日 絲島市 |
|            | 志摩郡小富士村 | 絲島郡小富士村 | 絲島郡小富士村       | 絲島郡小富士村      | 絲島郡小富士村      | 1955年1月1日 志摩村     | 1965年4月1日 志摩町 | 1965年4月1日 志摩町  | 2010年1月1日 絲島市 | 2010年1月1日 絲島市 |
|            | 志摩郡芥屋村   | 絲島郡芥屋村   | 絲島郡芥屋村         | 絲島郡芥屋村        | 絲島郡芥屋村        | 1955年1月1日 志摩村     | 1965年4月1日 志摩町 | 1965年4月1日 志摩町  | 2010年1月1日 絲島市 | 2010年1月1日 絲島市 |
|            | 志摩郡櫻井村   | 絲島郡櫻井村   | 絲島郡櫻井村         | 絲島郡櫻井村        | 1951年4月1日 櫻野村 | 1955年1月1日 志摩村     | 1965年4月1日 志摩町 | 1965年4月1日 志摩町  | 2010年1月1日 絲島市 | 2010年1月1日 絲島市 |
|            | 志摩郡野北村   | 絲島郡野北村   | 絲島郡野北村         | 絲島郡野北村        | 1951年4月1日 櫻野村 | 1955年1月1日 志摩村     | 1965年4月1日 志摩町 | 1965年4月1日 志摩町  | 2010年1月1日 絲島市 | 2010年1月1日 絲島市 |

## 交通

### 鐵路
- 九州旅客鐵道
  - 筑肥線：波多江車站 - 筑前前原車站 - 美咲丘車站 - 加布里車站 - 一貴山車站 - 筑前深江車站 - 大入車站 - 福吉車站 - 鹿家車站

|  |  |
|  |  |

### 道路
高速道路
- 西九州自動車道：前原交流道 - 二丈交流道 - 二丈鹿家交流道

## 觀光資源
- 雷山神籠石
- 高祖山 怡土城跡
- 曾根遺跡群
- 平原遺跡
- 芥屋大門
- 櫻井神社
- 櫻井二見浦
- 蒙古山之元寇 記念碑
- 烏帽子島燈塔
- 白絲瀑布

|  |  |  |
|  |  |  |

## 教育

### 大學
- 九州大學伊都校區（校區橫跨絲島市、福岡市西區）

### 短期大學
- 西日本短期大學二丈校區

### 高等學校
- 福岡縣立絲島高等學校
- 福岡縣立絲島農業高等學校

## 本地出身之名人
- 玉輝山正則：前大相撲力士
- 篠田麻里子：演員，歌手、模特兒，偶像團體AKB48之前成員，神七之一
- 山内惠介：演歌歌手
- 須田邦裕：俳優
- 栃乃藤達之：前大相撲力士
- 西崎伸洋：職業棒球選手
- 西崎聰：職業棒球選手
- 白仁田寬和：職業棒球選手
- 岡部平太：日本早期的運動規廣者
- 山崎元幹：南滿州鐵道最後任總裁

## 外部連結
- （日語） 絲島市官方網頁
  - （简体中文） 官方網頁中文版
- （日語） 絲島1市2町合併協議会 （页面存档备份，存于）
- （繁體中文）糸島 - 福岡之西海岸 （by 糸島市政府～糸島市在港開設的Facebook專頁）
- （繁體中文）糸島市政府官方在港開設的Instagram帳戶